# Wiesfleck
Wiesfleck è un comune austriaco di 1 130 abitanti nel distretto di Oberwart, in Burgenland.